# Premio Robert Bresson
Il premio Robert Bresson è un riconoscimento conferito dalla Fondazione Ente dello Spettacolo e dalla Rivista del Cinematografo, sentito il parere del Dicastero per la Cultura e l'Educazione e del Dicastero per la comunicazione, che viene attribuito al regista che "abbia dato una testimonianza, significativa per sincerità e intensità, del difficile cammino alla ricerca del significato spirituale della nostra vita". È stato istituito nel 1999 e viene consegnato ogni anno durante la Mostra internazionale d'arte cinematografica di Venezia.

## Edizioni[2]
- 2000 - Giuseppe Tornatore
- 2001 - Manoel de Oliveira
- 2002 - Theo Angelopoulos
- 2003 - Krzysztof Zanussi
- 2004 - Wim Wenders
- 2005 - Jerzy Stuhr
- 2006 - Zhang Yuan
- 2007 - Aleksandr Nikolaevič Sokurov
- 2008 - Daniel Burman
- 2009 - Walter Salles
- 2010 - Mahamat-Saleh Haroun
- 2011 - Jean-Pierre e Luc Dardenne
- 2012 - Ken Loach
- 2013 - Amos Gitai
- 2014 - Carlo Verdone
- 2015 - Mohsen Makhmalbaf
- 2016 - Andrej Končalovskij
- 2017 - Gianni Amelio
- 2018 - Liliana Cavani
- 2019 - Lucrecia Martel
- 2020 - Pupi Avati
- 2021 - Alice Rohrwacher
- 2022 - Hirokazu Kore'eda
- 2023 - Mario Martone
- 2024 (21 maggio - Cannes) - Eugène Green | Premio Robert Bresson Speciale consegnato nel corso del 77º Festival di Cannes in occasione del 25º anniversario della morte del regista a cui è intitolato il premio
- 2024 - Marco Bellocchio